# The Lakeview
The Lakeview este o clădire de birouri din București.
Este amplasată în apropierea metroului Aurel Vlaicu, are o suprafață închiriabilă de 24.000 mp și a necesitat o investiție de 50 milioane de euro, fiind dezvoltată de compania AIG/Lincoln și fondul de investiții Fabian.
Imobilul este primul proiect imobiliar din România care a obținut certificatul BREEAM (Building Research Establishment Environmental Assessment Method), cel mai important instrument de evaluare a clădirilor verzi.